# SV Darmstadt 98/Saison 2010/11
Die Saison 2010/11 des SV Darmstadt 98 war die 113. Saison in der Vereinsgeschichte. Nachdem zuvor zweimal der 15. Tabellenplatz in der Regionalliga 2008/09 und Regionalliga 2009/10 erzielt wurde, so kam es überraschend, dass die Lilien in der Regionalliga 2010/11 um die Meisterschaft und den Aufstieg in die 3. Liga mitspielten und am Ende auch erreichten.
Trainer Kosta Runjaic konnte dieses Mal von Saisonbeginn an einen Spielerkader nach seinen Vorstellungen formen. Nach einer guten Hinrunde sorgten zwei Insolvenzen der Gegner für eine tabellarische Punkteverschiebung zu Gunsten des SV 98. Das direkte Duell gegen den Rivalen und Spitzenreiter KSV Hessen Kassel konnte spektakulär gedreht und gewonnen werden, ehe man sich zum Saisonfinale im Fernduell gegen die Stuttgarter Kickers durchsetzte und den gewonnenen ersten Tabellenplatz mit einer Siegesserie bis zum Saisonende verteidigte.
Auch nahm Darmstadt in dieser Saison erneut automatisch am Kreispokal teil, um durch diesen Pokalsieg am Regionalpokal und perspektivisch am Hessenpokal teilnehmen zu können und eine Chance auf eine DFB-Pokalteilnahme zu haben. Als Drittligist hätte man automatisch Startrecht im Hessenpokal und die Wettbewerbe im Kreis- und Regionalpokal würden entfallen. Gegen unterklassige Gegner erreichten die Lilien ohne Aufwand das Finale. Dort trafen sie am 17. Mai 2011, zwischen dem drittletzten und vorletzten Regionalligaspieltag, mitten in der entscheidenden Schlussphase um den Drittligaaufstieg, auf den fünftklassigen Hessenligisten Rot-Weiß Darmstadt. Diese wehrten sich nach Kräften und es stand bis zur 90. Minute 0:0, was zu einer Verlängerung geführt hätte. Da Trainer Kosta Runjaic jedoch keine unnötigen Verausgabungen im Kreispokal-Wettbewerb sehen und alle Ressourcen auf die entscheidenden letzten beiden Ligaspiele legen wollte, ordnete er in der 90. Minute seinen Spielern an, ein Eigentor zu erzielen, um eine Verlängerung zu vermeiden. So passte Innenverteidiger Cem İslamoğlu in der 90. Minute den Ball ins eigene Tor, sodass Rot-Weiß Darmstadt mit 1:0 den Kreispokal gewann und der SV Darmstadt 98 ausschied. Da Tage später tatsächlich der Drittligaaufstieg gelang, hatte dies pokaltechnisch keine größeren Folgen.

## Verlauf der Saison

### Personalveränderungen und Saisonvorbereitung
Nachdem Trainer Kosta Runjaic den Klassenerhalt in der Vorsaison noch erreichen konnte, als er den Posten von Živojin Juškić übernahm, erfolgte ein erneuter Umbruch im Spielerkader. 14 Spieler verließen den Verein, darunter auch langjährige Leistungsträger wie Elia Soriano, Christian Wiesner und Michael Bodnar. Neben drei Jugendspielern, die von der U19 in die 1. Mannschaft geholt wurden, konnten die Lilien im Sommer 2010 sogleich 12 Neuzugänge verzeichnen, darunter Sascha Amstätter, Yannick Stark, Daniele Toch und Cem İslamoğlu, jedoch auch Matías Cenci. Dieser spielte bereits von 2004 bis 2006 für Darmstadt und versprach stets, vor seinem Karriereende nochmals für den Verein zu spielen, weshalb er 2010 von der 2. Bundesliga ans Böllenfalltor wechselte, um in der Hinrunde 2010/11 nochmals am Ball zu sein, ehe er seine Karriere im Winter 2010 beenden sollte. Ein kurioser Neuzugang war hingegen Glody Kuba vom TSV Rosenberg aus der Kreisliga B, der körperlich und technisch nicht mit dem Regionalliganiveau mithalten konnte und im Vergleich stark abfiel. Gegen jenen TSV Rosenberg bestritt man dann auch das erste Testspiel und gewann dieses mit 7:0. Einige weitere Testspiele gegen Kreisligisten wurden ebenfalls haushoch gewonnen, wie ein 13:2-Sieg gegen A-Ligist TSG 1846 Darmstadt. In den vier Testspielen gegen Regionalligisten wurde eine Partie gewonnen und drei Partien verloren.

### Hinrunde
Am 6. August 2010 bestritten die Lilien ihr erstes Pflichtspiel der neuen Saison und verloren am ersten Regionalligaspieltag zuhause mit 0:2 gegen den SC Pfullendorf, was zunächst alle Euphorie im Keim erstickte. Nach mehreren Spielverschiebungen konnte man ein Unentschieden gegen die SpVgg Weiden und vier Siege in Folge gegen Zweitmannschaften erzielen, ehe man gegen den SSV Ulm 1846, SC Freiburg II und den Hessen-Rivalen KSV Hessen Kassel verlor. Doch im Anschluss blieb man bis zur Winterpause ungeschlagen und schaffte fünf Siege und vier Unentschieden, womit man die Hinrunde auf dem zweiten Tabellenplatz hinter Kassel abschloss. Auch gewann man ein Freundschaftsspiel gegen den Erstligisten 1. FSV Mainz 05. Da nur der Tabellenführer den Aufstieg in die 3. Fußball-Liga erreichen sollte, sah man bei Verein und Fans die Möglichkeit, dieses überraschend mögliche Ziel anzuvisieren.

### Tabellenveränderungen durch Insolvenzen
Die SpVgg Weiden stellte den Spielbetrieb aufgrund der Insolvenz des Vereins am 1. Dezember 2010 ein und stand als Absteiger fest. Alle bis dahin absolvierten Partien wurden annulliert, darunter auch das Darmstädter Unentschieden gegen Weiden, während Tabellenführer Kassel einen Sieg gegen Weiden und damit drei Punkte abgezogen bekam. Auch alle folgenden Spiele der SpVgg Weiden wurden nicht mehr ausgetragen, so entfiel das Darmstädter Heimspiel, welches ursprünglich für den 21. Spieltag vorgesehen war.
Der SSV Ulm 1846 stellte am 3. Januar 2011 einen Insolvenzantrag und stand damit als zweiter Absteiger fest. Alle absolvierten Partien wurden annulliert, darunter auch die Darmstädter 0:3-Niederlage gegen Ulm, während Tabellenführer Kassel einen Sieg gegen Ulm und damit nochmals drei Punkte abgezogen bekam. Der SSV Ulm 1846 wollte jedoch die Saison auch ohne Wertung zu Ende spielen. Wenngleich viele Leistungsträger der Ulmer Mannschaft diesen Verein verließen, so wurden doch Pflichtfreundschaftsspiele abgehalten, dessen Ergebnisse nicht in die Tabelle einflossen. Der SV 98 spielte so also am 1. April 2011 im Rahmen des 26. Spieltages gegen den SSV Ulm 1846 und gewann mit 3:0 vor 1.300 Zuschauern, auch wenn dieses Ergebnis keine weitere Bedeutung hatte.
Matías Cenci beendete wie angekündigt in der Winterpause seine Fußballkarriere, nachdem er in dieser Saison noch 13 Spiele für Darmstadt absolvierte und dabei zwei Tore erzielte. Hinzu kamen sechs weitere Abgänge von Spielern, welche sich im Kader nicht durchsetzen konnten, darunter Torhüter Rainer Adolf, welcher seit der Vorsaison bereits seinen Stammplatz an Joel Samake verlor, der auch in dieser Hinrunde zwischen den Pfosten stand. In der Winterpause jedoch holten die Lilien den Torhüter Jan Zimmermann von Eintracht Frankfurt, der wiederum Joel Samake aus der ersten Elf verdrängte. Zudem holte man mit Stürmer Michael Schürg und dem offensiven Mittelfeldspieler Henry Onwuzuruike zwei Leistungsträger vom SSV Ulm 1846, sowie Stürmer Abdelaziz Ahanfouf vom SV Wehen Wiesbaden und Nikolaos Nakas vom SV Elversberg, welche allesamt in der Rückrunde zum Einsatz kamen und den bisherigen Kader verstärkten.

### Rückrunde
Durch diese beiden Insolvenzen veränderte sich die tabellarische Situation an der Spitze: Tabellenführer Kassel verlor 6 Punkte, Darmstadt hingegen nur einen. Die Rückrunden-Ambitionen stellten sich zunächst als ernüchternd heraus, als die ersten fünf Rückrunden-Spiele nur vier Unentschieden und eine Niederlage für die Lilien einbrachten, wodurch die Lilien auf den vierten Tabellenplatz abrutschten. Es folgten jedoch drei Siege und schließlich das direkte Duell gegen den Tabellenführer und Nordhessen-Rivale KSV Hessen Kassel, gegen den es bereits in den Vorsaisons zu hitzigen Aufeinandertreffen auf und neben dem Platz kam. Vor allem das verlorene Elfmeterschießen im Hessenpokal 2010 oder der Taschentuch-Torjubel von Kassels Thorsten Bauer vor dem Darmstädter Fanblock blieben in Erinnerung. Im direkten Kampf um den Drittligaaufstieg empfing man daher am 16. April 2011 zum 28. Spieltag vor 8.100 Zuschauern den KSV Hessen Kassel im Stadion am Böllenfalltor. Kassel führte bereits nach 9 Minuten mit 0:2, womit es auch in die Halbzeitpause ging, aber auch Kassels Enrico Gaede hatte bereits eine rote Karte gesehen. Direkt im Anschluss erzielte in der 46. Minute Henry Onwuzuruike den Anschlusstreffer per Kopf, in der 55. Minute traf Oliver Heil zum 2:2-Ausgleich. Es entstand ein hitziges, furioses Spiel, welches Abdelaziz Ahanfouf im Fallen mit dem 3:2 in der 88. Minute für Darmstadt entscheiden konnte. Dieses Spiel gilt als der Wendepunkt, sowohl für Darmstadts Aufstiegsserie in den kommenden Jahren, als auch für den KSV Hessen Kassel, welcher im Anschluss komplett einbrach, den Aufstieg verspielte und noch für kommende Jahrzehnte in der viertklassigen Regionalliga verblieb.
An den übrigen sechs Spieltagen entwickelten sich nach Kassels Einbruch zunehmend die Stuttgarter Kickers unter Trainer Dirk Schuster als größter Konkurrent im Fernkampf um den einzigen Aufstiegsplatz, da diese in der gesamten Rückrunde ungeschlagen blieben und nicht nachließen. Doch der SV 98 hielt dem Siegdruck stand und gewann auch die folgenden Spiele, zu denen durch die geschürte Euphorie auch mehr als doppelt so viele Zuschauer zu den Heimspielen kamen, als gewöhnlich: 3:1 gegen den Karlsruher SC II, 3:1 gegen die SpVgg Greuther Fürth II, 3:2 gegen Eintracht Frankfurt II und 2:0 gegen den FSV Frankfurt II. Auch nahm Darmstadt in dieser Saison erneut automatisch am Kreispokal teil, um durch diesen Pokalsieg am Regionalpokal und perspektivisch am Hessenpokal teilnehmen zu können und eine Chance auf eine DFB-Pokalteilnahme zu haben. Als Drittligist hätte man automatisch Startrecht im Hessenpokal und die Wettbewerbe im Kreis- und Regionalpokal würden entfallen. Gegen unterklassige Gegner erreichten die Lilien ohne Aufwand das Finale. Dort trafen sie am 17. Mai 2011, zwischen dem drittletzten und vorletzten Regionalligaspieltag, auf den fünftklassigen Hessenligisten Rot-Weiß Darmstadt. Diese wehrten sich nach Kräften und es stand bis zur 90. Minute 0:0, was zu einer Verlängerung geführt hätte. Da Trainer Kosta Runjaic jedoch keine unnötigen Verausgabungen im Kreispokal-Wettbewerb sehen und alle Ressourcen auf die entscheidenden letzten beiden Ligaspiele legen wollte, ordnete er in der 90. Minute seinen Spielern an, ein Eigentor zu erzielen, um eine Verlängerung zu vermeiden. So passte Innenverteidiger Cem İslamoğlu in der 90. Minute den Ball ins eigene Tor, sodass Rot-Weiß Darmstadt mit 1:0 den Kreispokal gewann und der SV Darmstadt 98 ausschied. Nur wenn der Drittligaaufstieg gelingen sollte, hätte dies pokaltechnisch keine größeren Folgen.
Da die Stuttgarter Kickers ebenfalls ausnahmslos punkteten, ging man davon aus, dass auch die letzten beiden Spieltage gewonnen werden müssten, um den Aufstiegsplatz zu bewahren. Im letzten Auswärtsspiel der Saison traf man am 21. Mai 2011 auf Wormatia Worms. Im Wormatia-Stadion wurde der Heimbereich auch zum Gästeblock umfunktioniert, da mehrere tausende Darmstädter zum Spiel erschienen. Doch gegen starke Wormser zeigten die Lilien Nerven und wurden nervös, folglich erzielte Roesner in der 48. Minute die 0:1-Führung für Worms. Mit dem Ausgleich von Uwe Hesse in der 54. Minute entstand ein spannendes Spiel mit offenem Schlagabtausch, welches der SV 98 noch für sich entscheiden konnte: In der 87. Minute schoss Yannick Stark das Siegtor zum 2:1 für Darmstadt. Kurioserweise trat der Verein am 24. Mai 2011 zu einem Freundschaftsspiel gegen die Bundeswehr-Nationalmannschaft an, setzte jedoch ausschließlich Reserve- und U19-Spieler ein, das Spiel ging mit 1:2 verloren.
Am letzten Spieltag konnte Darmstadt mit einem Sieg im Heimspiel gegen FC Memmingen definitiv in die 3. Liga aufsteigen, während die Stuttgarter Kickers auf einen Ausrutscher hofften, um doch noch an Darmstadt vorbeiziehen zu können. Vor 17.000 Zuschauern im Stadion am Böllenfalltor zeigten sich die Darmstädter diesmal jedoch nicht mehr nervös, sondern traten selbstbewusst und souverän auf: Dank der Tore durch Oliver Heil (14., 37., 79.) und Sven Sökler (45.) siegten die Lilien mit 4:0, die Fans feierten den Aufstieg mit einem Platzsturm auf dem Rasen und Kapitän Boris Kolb erhielt die Meisterschale der Regionalliga Süd aus Glas.

## Personalien

### Sportliche Leitung und Vereinsführung
| Name                         | Funktion                  |
| Trainer- und Betreuerstab    | Trainer- und Betreuerstab |
| ---------------------------- | ------------------------- |
| Kosta Runjaic                | Cheftrainer               |
| Tuncay Nadaroğlu             | Co-Trainer                |
| Thomas Zampach               | Co-Trainer                |
| Dr. med. Michael Weingart    | Mannschaftsarzt           |
| Dirk Schmitt (ab 01.01.2011) | Physiotherapeut           |
| Helmut Koch                  | Betreuer                  |
| Utz Pfeiffer                 | Betreuer                  |
| Präsidium                    |                           |
| Hans Kessler                 | Präsident                 |
| Rüdiger Fritsch              | Vize-Präsident            |
| Markus Pfitzner              | Vize-Präsident            |
| Tom Eilers                   | Lizenzspielerbereich      |
| Anne Baumann                 | Finanzen                  |
| Wolfgang Arnold              | Amateurabteilungen        |

### Kader
| Kader Saison 2010/11 | Kader Saison 2010/11  | Kader Saison 2010/11    | Kader Saison 2010/11 | Kader Saison 2010/11   | Kader Saison 2010/11 | Kader Saison 2010/11 |
| Nr.                  | Spieler               | Nat.                    | Geburtsdatum         | vorheriger Verein      | Ligaspiele           | Ligatore             |
| Torhüter             | Torhüter              | Torhüter                | Torhüter             | Torhüter               | Torhüter             | Torhüter             |
| -------------------- | --------------------- | ----------------------- | -------------------- | ---------------------- | -------------------- | -------------------- |
| 01                   | Rainer Adolf          | Deutschland             | 13.12.1984           | 1. FSV Mainz 05        | 0                    | 0                    |
| 21                   | Joel Samake           | Mali                    | 15.08.1986           | FSV Oggersheim         | 18                   | 0                    |
| 29                   | Jan Zimmermann        | Deutschland             | 19.04.1985           | Eintracht Frankfurt    | 14                   | 0                    |
| Abwehr               |                       |                         |                      |                        |                      |                      |
| 03                   | Glody Kuba            | Nigeria                 | 19.11.1987           | TSV Rosenberg          | 1                    | 0                    |
| 04                   | Fouad Brighache       | Marokko                 | 10.05.1982           | Kickers Offenbach      | 31                   | 0                    |
| 08                   | Jonas Grüter          | Deutschland             | 01.02.1986           | FC Bayern Alzenau      | 29                   | 0                    |
| 16                   | Markus Brüdigam       | Deutschland             | 07.04.1986           | Viktoria Aschaffenburg | 31                   | 4                    |
| 18                   | Nikolaos Nakas        | Griechenland            | 13.04.1982           | SV Elversberg          | 5                    | 0                    |
| 22                   | Timo Becker           | Deutschland             | 02.07.1989           | 1. FC Eschborn         | 1                    | 0                    |
| 23                   | George Worcester      | Vereinigtes Konigreich  | 28.02.1991           | Eigene Jugend          | 0                    | 0                    |
| 27                   | Tunay Acar            | Turkei                  | 30.04.1989           | Eskişehirspor          | 15                   | 0                    |
| 53                   | Cem İslamoğlu         | Turkei                  | 04.09.1980           | SV Elversberg          | 21                   | 0                    |
| Mittelfeld           |                       |                         |                      |                        |                      |                      |
| 02                   | Henry Onwuzuruike     | Nigeria                 | 26.12.1979           | SSV Ulm 1846           | 9                    | 1                    |
| 06                   | Boris Kolb            | Deutschland             | 12.11.1979           | SV Sandhausen          | 28                   | 2                    |
| 07                   | Sven Sökler           | Deutschland             | 09.11.1984           | SSV Reutlingen         | 30                   | 7                    |
| 14                   | Uwe Hesse             | Deutschland             | 16.12.1987           | SG Dornheim            | 30                   | 8                    |
| 15                   | Velibor Velemir       | Bosnien und Herzegowina | 11.03.1991           | 1. FSV Mainz 05        | 0                    | 0                    |
| 17                   | Hassan Amin           | Turkei                  | 12.10.1991           | Eigene Jugend          | 5                    | 0                    |
| 18                   | Muharrem Reka         | Kosovo                  | 16.03.1990           | TSV Nieder-Ramstadt    | 0                    | 0                    |
| 20                   | Aleksandar Mastilovic | Bosnien und Herzegowina | 06.03.1991           | Eigene Jugend          | 0                    | 0                    |
| 24                   | Eugen Schiffmann      | Deutschland             | 05.01.1988           | TSG Wörsdorf           | 6                    | 1                    |
| 25                   | Yannick Stark         | Deutschland             | 28.10.1990           | MSV Duisburg           | 29                   | 6                    |
| 30                   | Sascha Amstätter      | Deutschland             | 08.11.1977           | SV Wehen Wiesbaden     | 28                   | 0                    |
| Angriff              |                       |                         |                      |                        |                      |                      |
| 09                   | Christian Henel       | Deutschland             | 28.01.1988           | 1. FC Kaiserslautern   | 19                   | 0                    |
| 10                   | Matías Cenci          | Argentinien             | 12.02.1978           | SV Sandhausen          | 13                   | 2                    |
| 11                   | Zülfikar Cosguner     | Turkei                  | 31.01.1991           | Rot-Weiss Frankfurt    | 6                    | 1                    |
| 13                   | Haluk Türkeri         | Turkei                  | 07.11.1986           | SV Elversberg          | 8                    | 1                    |
| 19                   | Daniele Toch          | Deutschland             | 13.11.1987           | Karlsruher SC          | 25                   | 2                    |
| 20                   | Michael Schürg        | Deutschland             | 21.10.1984           | SSV Ulm 1846           | 9                    | 1                    |
| 38                   | Abdelaziz Ahanfouf    | Marokko                 | 14.01.1978           | SV Wehen Wiesbaden     | 7                    | 2                    |
| 43                   | Oliver Heil           | Deutschland             | 19.06.1988           | SV Waldhof Mannheim    | 24                   | 12                   |

### Transfers

#### Transfers Winter 2010/11
| Abdelaziz Ahanfouf | SV Wehen Wiesbaden  |
| Nikolaos Nakas     | SV Elversberg       |
| Henry Onwuzuruike  | SSV Ulm 1846        |
| Michael Schürg     | SSV Ulm 1846        |
| Jan Zimmermann     | Eintracht Frankfurt |

| Rainer Adolf          | SV Waldhof Mannheim |
| Matías Cenci          | Karriereende        |
| Zülfikar Cosguner     | Samsunspor          |
| Aleksandar Mastilovic | Rot-Weiß Darmstadt  |
| Eugen Schiffmann      | 1. FC Eschborn      |
| Velibor Velemir       | 1. FC Eschborn      |
| George Worcester      | 1. FC Eschborn      |

#### Transfers Sommer 2010
| Tunay Acar            | Eskişehirspor           |
| Hassan Amin           | SV Darmstadt 98 U19     |
| Sascha Amstätter      | SV Wehen Wiesbaden      |
| Timo Becker           | 1. FC Eschborn          |
| Matías Cenci          | SV Sandhausen           |
| Jonas Grüter          | FC Bayern Alzenau       |
| Christian Henel       | 1. FC Kaiserslautern II |
| Cem İslamoğlu         | SV Elversberg           |
| Glody Kuba            | TSV Rosenberg           |
| Aleksandar Mastilovic | SV Darmstadt 98 U19     |
| Eugen Schiffmann      | TSG Wörsdorf            |
| Yannick Stark         | MSV Duisburg a.         |
| Daniele Toch          | Karlsruher SC II        |
| Haluk Türkeri         | SV Elversberg           |
| George Worcester      | SV Darmstadt 98 U19     |

| Echendu Adiele     | TSV Amicitia Viernheim |
| Varol Akgöz        | 1. FCA Darmstadt       |
| Michael Bodnar     | FSV Fernwald           |
| Mario Göttlicher   | FC Astoria Walldorf    |
| Patrick Hilser     | 1. FC Eschborn         |
| Ali Kandemir       | 1. FCA Darmstadt       |
| Marc Klopp         | Borussia Dortmund II   |
| Maximilian Mehring | Eintracht Frankfurt II |
| Ermin Melunović    | TSV Amicitia Viernheim |
| Blerton Muca       | 1. FCA Darmstadt       |
| Ergün Pakel        | TSV Amicitia Viernheim |
| Elia Soriano       | VfR Aalen              |
| Christoph Stahl    | Karriereende           |
| Christian Wiesner  | vereinslos             |

## Spiele

### Regionalliga Süd
Die Tabelle listet alle Spiele des Vereins in der Fußball-Regionalliga 2010/11 auf. Siege sind grün, Unentschieden sind gelb und Niederlagen sind rot hinterlegt.
| ST | Datum              | Gegner                  | Platz    | Ort                                            | Zuschauer | Ergebnis    | Tore |
| -- | ------------------ | ----------------------- | -------- | ---------------------------------------------- | --------- | ----------- | --- |
| 1  | 6. August 2010     | SC Pfullendorf          | Heim     | Stadion am Böllenfalltor, Darmstadt            | 2.500     | 0:2 (0:0)   | 0:1 Greuter (48.), 0:2 Müller (85., Elfmeter)                                                                                                  |
| 3  | 20. August 2010    | SpVgg Weiden            | Auswärts | Stadion am Wasserwerk, Weiden in der Oberpfalz | 1.048     | 1:1 (1:1) 1 | 0:1 Hesse (10.), 1:1 Szikal (31., Elfmeter) |
| 5  | 31. August 2010    | 1. FC Nürnberg II       | Auswärts | easyCredit-Stadion, Nürnberg                   | 302       | 0:1 (0:0)   | 0:1 Brüdigam (52.) |
| 6  | 7. September 2010  | TSG 1899 Hoffenheim II  | Heim     | Stadion am Böllenfalltor, Darmstadt            | 2.000     | 2:0 (2:0)   | 1:0 Stark (22., Elfmeter), 2:0 Brüdigam (31.)                                                                                                  |
| 7  | 10. September 2010 | TSV 1860 München II     | Auswärts | Grünwalder Stadion, München                    | 1.200     | 0:3 (0:2)   | 0:1 Stark (10.), 0:2 Cenci (45.), 0:3 Stark (47.)                                                                                              |
| 8  | 17. September 2010 | SV Wehen Wiesbaden II   | Heim     | Stadion am Böllenfalltor, Darmstadt            | 2.900     | 4:1 (1:0)   | 1:0 Sökler (44.), 1:1 Bohl (54.), 2:1 Heil (64.), 3:1 Brüdigam (72.), 4:1 Schiffmann (89.),                                                    |
| 9  | 22. September 2010 | SSV Ulm 1846            | Auswärts | Donaustadion, Ulm                              | 1.500     | 3:0 (1:0) 1 | 1:0 Schürg (28.), 2:0 Knorn (59.), 3:0 Schürg (69.)                                                                                            |
| 10 | 25. September 2010 | SC Freiburg II          | Heim     | Stadion am Böllenfalltor, Darmstadt            | 2.000     | 2:5 (1:1)   | 0:1 Schmid (7.), 1:1 Sorg (41., Eigentor), 1:2 Sereinig (47.), 1:3 Sautner (50.), 2:3 Cosguner (54.), 2:4 Brandstetter (64.), 2:5 Schmid (66.) |
| 11 | 2. Oktober 2010    | KSV Hessen Kassel       | Auswärts | Auestadion, Kassel                             | 9.500     | 1:0 (0:0)   | 1:0 Damm (71.) |
| 2  | 6. Oktober 2010    | SG Sonnenhof Großaspach | Auswärts | Frankenstadion, Heilbronn                      | 250       | 1:1 (1:0)   | 1:0 Marschlich (16.), 1:1 Hesse (77.) |
| 12 | 15. Oktober 2010   | Karlsruher SC II        | Heim     | Stadion am Böllenfalltor, Darmstadt            | 2.200     | 1:0 (0:0)   | 1:0 Cenci (72.) |
| 4  | 19. Oktober 2010   | Stuttgarter Kickers     | Heim     | Stadion am Böllenfalltor, Darmstadt            | 2.100     | 1:1 (0:0)   | 0:1 Türpitz (56.), 1:1 Kolb (70.) |
| 13 | 23. Oktober 2010   | SpVgg Greuther Fürth II | Auswärts | Trolli Arena, Fürth                            | 230       | 1:1 (1:0)   | 1:0 Kleineheismann (4.), 1:1 Hesse (73.) |
| 14 | 30. Oktober 2010   | Eintracht Frankfurt II  | Heim     | Stadion am Böllenfalltor, Darmstadt            | 3.000     | 2:1 (0:0)   | 0:1 Álvarez (55.), 1:1 Türkeri (88.), 2:1 Stark (90.)                                                                                          |
| 15 | 6. November 2010   | FSV Frankfurt II        | Auswärts | Volksbank-Stadion, Frankfurt am Main           | 814       | 0:1 (0:1)   | 0:1 Stark (18.) |
| 16 | 13. November 2010  | Wormatia Worms          | Heim     | Stadion am Böllenfalltor, Darmstadt            | 3.000     | 1:0 (1:0)   | 1:0 Sökler (36.) |
| 17 | 20. November 2010  | FC Memmingen            | Auswärts | Memminger Arena, Memmingen                     | 2.320     | 1:1 (1:0)   | 1:0 Maier (34., Elfmeter), 1:1 Heil (62.) |
| 18 | 27. November 2010  | SG Sonnenhof Großaspach | Heim     | Stadion am Böllenfalltor, Darmstadt            | 1.800     | 1:0 (0:0)   | 1:0 Heil (53.) |
| 19 | 20. Februar 2011   | SC Pfullendorf          | Auswärts | Geberit-Arena, Pfullendorf                     | 690       | 0:0 (0:0)   | — |
| 20 | 24. Februar 2011   | Stuttgarter Kickers     | Auswärts | Gazi-Stadion auf der Waldau, Stuttgart         | 1.670     | 1:0 (1:0)   | 1:0 Yilmaz (36.) |
| 22 | 27. Februar 2011   | 1. FC Nürnberg II       | Heim     | Stadion am Böllenfalltor, Darmstadt            | 2.000     | 1:1 (1:1)   | 0:1 Beqiri (15.), 1:1 Kolb (29.) |
| 23 | 6. März 2011       | TSG 1899 Hoffenheim II  | Auswärts | Dietmar-Hopp-Stadion, Sinsheim                 | 1.500     | 1:1 (0:1)   | 0:1 Heil (38.), 1:1 Thomalla (82.) |
| 24 | 11. März 2011      | TSV 1860 München II     | Heim     | Stadion am Böllenfalltor, Darmstadt            | 2.400     | 1:1 (1:0)   | 0:1 Hesse (31.), 1:1 Gümüşsu (84.) |
| 25 | 9. April 2010      | SV Wehen Wiesbaden II   | Auswärts | Brita-Arena, Wiesbaden                         | 600       | 0:3 (0:1)   | 0:1 Hesse (31.), 0:2 Toch (77.), 0:3 Ahanfouf (83.)                                                                                            |
| 26 | 1. April 2011      | SSV Ulm 1846            | Heim     | Stadion am Böllenfalltor, Darmstadt            | 1.300     | 3:0 (0:0) 1 | 1:0 Stark (54.), 2:0 Schürg (80.), 3:0 Sökler (90.)                                                                                            |
| 27 | 10. April 2011     | SC Freiburg II          | Auswärts | Möslestadion, Freiburg im Breisgau             | 400       | 1:2 (1:0)   | 1:0 Brandstetter (35.), 1:1 Heil (55.), 1:2 Hesse (90.)                                                                                        |
| 28 | 16. April 2011     | KSV Hessen Kassel       | Heim     | Stadion am Böllenfalltor, Darmstadt            | 8.100     | 3:2 (0:2)   | 0:1 Mayer (3.), 0:2 Ochs (9.), 1:2 Onwuzuruike (46.), 2:2 Heil (55.), 3:2 Ahanfouf (88.)                                                       |
| 21 | 19. April 2011     | SpVgg Weiden            | Heim     | —                                              | —         | — 1         | — |
| 29 | 23. April 2011     | Karlsruher SC II        | Auswärts | Wildparkstadion, Karlsruhe                     | 792       | 1:3 (0:2)   | 0:1 Heil (10.), 0:2 Heil (29.), 0:3 Sökler (54.), 1:3 Nguyen (57.)                                                                             |
| 30 | 30. April 2011     | SpVgg Greuther Fürth II | Heim     | Stadion am Böllenfalltor, Darmstadt            | 6.500     | 3:1 (2:0)   | 1:0 Sökler (41.), 2:0 Toch (45.), 2:1 Vogler (54., Elfmeter), 3:1 Schürg (82.)                                                                 |
| 31 | 7. Mai 2011        | Eintracht Frankfurt II  | Auswärts | Volksbank-Stadion, Frankfurt am Main           | 1.002     | 2:3 (0:3)   | 0:1 Sökler (1.), 0:2 Hesse (24.), 0:3 Heil (36.), 1:3 Soriano (55.), 2:3 Ernst (75.)                                                           |
| 32 | 13. Mai 2011       | FSV Frankfurt II        | Heim     | Stadion am Böllenfalltor, Darmstadt            | 7.500     | 2:0 (2:0)   | 1:0 Brüdigam (7.), 2:0 Sökler (36.) |
| 33 | 21. Mai 2011       | Wormatia Worms          | Auswärts | Wormatia-Stadion, Worms                        | 5.350     | 1:2 (0:0)   | 1:0 Roesner (48.), 1:1 Hesse (54.), 1:2 Stark (87.)                                                                                            |
| 34 | 28. Mai 2011       | FC Memmingen            | Heim     | Stadion am Böllenfalltor, Darmstadt            | 17.000    | 4:0 (3:0)   | 1:0 Heil (14.), 2:0 Heil (37.), 3:0 Sökler (45.), 4:0 Heil (79.)                                                                               |

### Kreispokal
Die Spiele im Kreispokal 2010/11 des SV Darmstadt 98 sind nachfolgend aufgeführt. Der Sieger qualifizierte sich für den Regionalpokal 2011/12. Auch nahm der SV Darmstadt 98 in dieser Saison erneut automatisch am Kreispokal teil, um durch diesen Pokalsieg am Regionalpokal und perspektivisch am Hessenpokal teilnehmen zu können und eine Chance auf eine DFB-Pokalteilnahme zu haben. Als Drittligist hätte man automatisch Startrecht im Hessenpokal und die Wettbewerbe im Kreis- und Regionalpokal würden entfallen. Gegen unterklassige Gegner erreichten die Lilien ohne Aufwand das Finale. Dort trafen sie am 17. Mai 2011, zwischen dem drittletzten und vorletzten Regionalligaspieltag, mitten in der entscheidenden Schlussphase um den Drittligaaufstieg, auf den fünftklassigen Hessenligisten Rot-Weiß Darmstadt. Diese wehrten sich nach Kräften und es stand bis zur 90. Minute 0:0, was zu einer Verlängerung geführt hätte. Da Trainer Kosta Runjaic jedoch keine unnötigen Verausgabungen im Kreispokal-Wettbewerb sehen und alle Ressourcen auf die entscheidenden letzten beiden Ligaspiele legen wollte, ordnete er in der 90. Minute seinen Spielern an, ein Eigentor zu erzielen, um eine Verlängerung zu vermeiden. So passte Innenverteidiger Cem İslamoğlu in der 90. Minute den Ball ins eigene Tor, sodass Rot-Weiß Darmstadt mit 1:0 den Kreispokal gewann und der SV Darmstadt 98 ausschied. Da Tage später tatsächlich der Drittligaaufstieg gelang, hatte dies pokaltechnisch keine größeren Folgen.
| Runde         | Datum              | Gegner                  | Liga des Gegners                | Platz    | Ort                                           | Zuschauer | Ergebnis   | Tore |
| ------------- | ------------------ | ----------------------- | ------------------------------- | -------- | --------------------------------------------- | --------- | ---------- | --- |
| 1. Runde      | 2. September 2010  | SV Hahn                 | Kreisliga A Darmstadt (IX.)     | Auswärts | Sportpark Hahn                                | 200       | 0:13 (0:7) | 0:1 Cosguner (11.), 0:2 Mastilovic (16.), 0:3 Toch (17.), 0:4 Mastilovic (22.), 0:5 Hesse (26.), 0:6 Cosguner (32.), 0:7 Toch (39., Elfmeter), 0:8 Amstätter (63., Elfmeter), 0:9 Becker (71.), 0:10 Mastilovic (72.), 0:11 Cosguner (75.), 0:12 Cosguner (80.), 0:13 Schiffmann (83.) |
| 2. Runde      | 29. September 2010 | SpVgg Seeheim-Jugenheim | Kreisoberliga Darmstadt (VIII.) | Auswärts | Christian-Stock-Stadion, Seeheim-Jugenheim    | 150       | 0:8 (0:4)  | 0:1 Hesse (2.), 0:2 Mastilovic (4.), 0:3 Mastilovic (13.), 0:4 Amin (20.), 0:5 Henel (63.), 0:6 Becker (71.), 0:7 Henel (76., Elfmeter), 0:8 Velemir (88.) |
| Viertelfinale | 3. November 2010   | FSV Schneppenhausen     | Gruppenliga Darmstadt (VII.)    | Auswärts | Sportanlage Mörfelder Straße, Schneppenhausen | 200       | 2:3 (1:1)  | 0:1 Heil (8.), 1:1 Altan (33.), 2:1 Böck (54.), 2:2 Henel (59.), 2:3 Heil (70.) |
| Halbfinale    | 6. April 2011      | SKG Ober-Beerbach       | Gruppenliga Darmstadt (VII.)    | Auswärts | Sportplatz am Kohlwald, Ober-Beerbach         | 200       | 3:8 (2:3)  | 0:1 Hesse (17.), 0:2 Hesse (19.), 0:3 Schürg (21.), 1:3 (22.), 2:3 (45.), 3:3 (51.), 3:4 Amstätter (52.), 3:5 Sökler (60.), 3:6 Ahanfouf (62.), 3:7 Onwuzuruike (66.), 3:8 Ahanfouf (79.)                                                                                              |
| Finale        | 17. Mai 2011       | Rot-Weiß Darmstadt      | Hessenliga (V.)                 | Neutral  | Sportanlage Darmstadt-Wixhausen               | 300       | 1:0 (0:0)  | 1:0 İslamoğlu (90., Eigentor) |

### Testspiele
Diese Tabelle führt die ausgetragenen Testspiele des Vereins in der Saison 2010/11 auf.
| Datum             | Gegner                        | Liga des Gegners                    | Platz    | Ort                                             | Zuschauer | Ergebnis   | Tore |
| ----------------- | ----------------------------- | ----------------------------------- | -------- | ----------------------------------------------- | --------- | ---------- | --- |
| 2. Juli 2010      | TSV Rosenberg                 | Kreisliga Buchen (VIII.)            | Auswärts | Sportgelände Rosenberg (Baden)                  | 100       | 0:7 (0:2)  | 0:1 Cosguner (15.), 0:2 Hesse (20.), 0:3 Heil (50.), 0:4 Cosguner (60.), 0:5 Mastilovic (63.), 0:6 Reka (70.), 0:7 Grüter (85.) |
| 3. Juli 2010      | TS Ober-Roden                 | Gruppenliga Darmstadt (VII.)        | Auswärts | Sportplatz Dr.-Walter-Kolb-Straße, Ober-Roden   | 150       | 2:3 (1:2)  | 0:1 Amin (12.), 0:2 Heil (16.), 1:2 Penz (19.), 2:2 Buonomo (62), 2:3 Mastilovic (75.) |
| 4. Juli 2010      | FTG Pfungstadt                | Kreisliga A Darmstadt (IX.)         | Auswärts | Pfungstädter Sportzentrum Süd                   | 250       | 0:11 (0:8) | 0:1 Heil (18.), 0:2 Hesse (19.), 0:3 Grüter (25.), 0:4 Hesse (29.), 0:5 Türkeri (36.), 0:6 Türkeri (39.), 0:7 Türkeri (40.), 0:8 Toch (41.), 0:9 Mastilovic (53.), 0:10 Mastilovic (69.), 0:10 Kuba (73.) |
| 8. Juli 2010      | Eintracht Trier               | Regionalliga West (IV.)             | Heim     | Stadion am Böllenfalltor, Darmstadt             | 250       | 0:2 (0:0)  | 0:1 Kraus (81.), 0:2 Kraus (88.) |
| 10. Juli 2010     | Rot-Weiss Frankfurt           | Hessenliga (V.)                     | Neutral  | Sportplatz Schaafheim                           | 100       | 3:0 (3:0)  | 1:0 İslamoğlu (15.), 2:0 Toch (25.), 3:0 Heil (28.) |
| 11. Juli 2010     | FC Fürth                      | Gruppenliga Darmstadt (VII.)        | Auswärts | FC Fürth Arena, Fürth (Odenwald)                | 100       | 0:7 (0:5)  | 0:1 Schiffmann (24.), 0:2 Cosguner (30.), 0:3 Cosguner (34.), 0:4 Hesse (39.), 0:5 Sökler (44.), 0:6 Heil (65.), 0:7 Heil (78.) |
| 14. Juli 2010     | 1. FC Eschborn                | Hessenliga (V.)                     | Auswärts | Heinrich-Graf-Sportanlage, Eschborn             | 100       | 0:2 (0:1)  | 0:1 Stark (30., Elfmeter), 0:2 Cosguner (65.) |
| 17. Juli 2010     | TSG Weinheim                  | Oberliga Baden-Württemberg (V.)     | Auswärts | Sepp-Herberger-Stadion, Weinheim                | 100       | 0:1 (0:0)  | 0:1 Toch (64.) |
| 20. Juli 2010     | SV Alemannia Waldalgesheim    | Oberliga Südwest (V.)               | Auswärts | Sportplatz an der Waldstraße, Waldalgesheim     | 80        | 1:3 (1:2)  | 0:1 Neumann (4.), 1:1 Heil (26.), 1:2 Heil (30.), 1:3 Mastilovic (89.) |
| 24. Juli 2010     | 1. FC Köln II                 | Regionalliga West (IV.)             | Heim     | HEAG-Stadion, Darmstadt                         | 100       | 0:1 (0:1)  | 0:1 (6.) |
| 25. Juli 2010     | SV Elversberg                 | Regionalliga West (IV.)             | Heim     | Stadion am Böllenfalltor, Darmstadt             | 300       | 2:5 (2:1)  | 1:0 Heil (36.), 1:1 Reiß (30.), 2:1 İslamoğlu (43.), 2:2 Englert (66.), 2:3 Fischer (77.), 2:4 Fischer (82.), 2:5 Fischer (90.) |
| 31. Juli 2010     | 1. FSV Mainz 05 II            | Regionalliga West (IV.)             | Heim     | HEAG-Stadion, Darmstadt                         | 250       | 4:1 (1:0)  | 1:0 Heil (14.), 2:0 Heil (50.), 2:1 Zimmermann (54.), 3:1 Heil (61.), 4:1 Cosguner (73.) |
| 10. August 2010   | TSG 1846 Darmstadt            | Kreisliga A Darmstadt (IX.)         | Auswärts | Sportanlage am Woog, Darmstadt                  | 250       | 2:13 (2:6) | 1:0 Beck (3.), 1:1 Sökler (5.), 1:2 Sökler (16., Elfmeter), 1:3 Cosguner (23.), 1:4 Heil (27.), 1:5 Heil (28.), 2:5 Karaburun (30.), 2:6 Toch (33.), 2:7 Mastilovic (48.), 2:8 Schiffmann (62.), 2:9 Schiffmann (63.), 2:10 Mastilovic (63.), 2:11 Mladenovic (69.), 2:12 Cosguner (72.), 2:13 Mastilovic (78.) |
| 4. September 2010 | 1. FSV Mainz 05               | 1. Bundesliga                       | Heim     | Stadion am Böllenfalltor, Darmstadt             | 2.100     | 3:2 (2:0)  | 1:0 Heil (17.), 2:0 Sökler (39.), 2:1 Šimák (50.), 3:1 Cenci (60.), 3:2 Babangida (88.) |
| 19. Januar 2011   | FC 08 Homburg                 | Regionalliga West (IV.)             | Heim     | Stadion am Böllenfalltor, Darmstadt             | 100       | 1:2 (1:0)  | 1:0 Toch, 1:1 Senesie (75.), 1:2 Senesie (78.) |
| 29. Januar 2011   | 1. FCA Darmstadt              | Hessenliga (V.)                     | Auswärts | Sportgelände am Gehmer Weg, Darmstadt-Arheilgen | 200       | 1:5 (0:4)  | 0:1 Henel (19.), 0:2 Schürg (25.), 0:3 Schürg (38.), 0:4 Schürg (41.), 1:4 Helfmann (69.), 1:5 Ahanfouf (88., Elfmeter) |
| 30. Januar 2011   | Kickers Offenbach             | 3. Liga                             | Heim     | Stadion am Böllenfalltor, Darmstadt             | 1.000     | 1:2 (1:1)  | 1:0 Henel (31.), 1:1 Rathgeber (37.), 1:2 Husterer (54.) |
| 2. Februar 2011   | FC Bayern Alzenau             | Hessenliga (V.)                     | Auswärts | Städtisches Stadion am Prischoß, Alzenau        | 300       | 0:1 (0:1)  | 0:1 Amstätter (23.) |
| 11. Februar 2011  | FC Mistelbach                 | Landesliga Niederösterreich (IV.)   | Neutral  | Sportplatz Belek                                | 50        | 2:0 (1:0)  | 1:0 Toch (37.), 2:0 Ahanfouf (90.) |
| 13. Februar 2011  | FC Red Bull Salzburg II       | Regionalliga West Österreich (III.) | Neutral  | Sportplatz Belek                                | 50        | 4:1 (3:1)  | 1:0 Stark (3., Elfmeter), 2:0 Schürg (4.), 2:1 Handle (30.), 3:1 Hesse (32.), 4:1 Türkeri (81.) |
| 24. Mai 2011      | Bundeswehr-Nationalmannschaft | —                                   | Neutral  | Stadion am Sommerdamm, Rüsselsheim am Main      | 400       | 1:2 (0:0)  | 0:1 (70.), 1:1 BakuU19 (85.), 1:2 (90.) |

## Saisonverlauf
| Spieltag | 1  | 2  | 3  | 4  | 5 | 6 | 7 | 8 | 9 | 10 | 11 | 12 | 13 | 14 | 15 | 16 | 17 | 18 | 19 | 20 | 21 | 22 | 23 | 24 | 25 | 26 | 27 | 28 | 29 | 30 | 31 | 32 | 33 | 34 |
| -------- | -- | -- | -- | -- | - | - | - | - | - | -- | -- | -- | -- | -- | -- | -- | -- | -- | -- | -- | -- | -- | -- | -- | -- | -- | -- | -- | -- | -- | -- | -- | -- | -- |
| Spielort | H  | A  | A  | H  | A | H | A | H | A | H  | A  | H  | A  | H  | A  | H  | A  | H  | A  | A  | H  | H  | A  | H  | A  | H  | A  | H  | A  | H  | A  | H  | A  | H  |
| Resultat | N  | U  |    | U  | S | S | S | S |   | N  | N  | S  | U  | S  | S  | S  | U  | S  | U  | N  |    | U  | U  | U  | S  |    | S  | S  | S  | S  | S  | S  | S  | S  |
| Platz    | 13 | 13 | 13 | 13 | 9 | 8 | 6 | 3 | 3 | 6  | 6  | 6  | 7  | 4  | 3  | 2  | 2  | 2  | 2  | 3  | 3  | 3  | 3  | 4  | 4  | 4  | 4  | 3  | 3  | 2  | 1  | 1  | 1  | 1  |

Legende: Spielort: H = Heim; A = Auswärts. Resultat: S = Sieg; U = Unentschieden; N = Niederlage

## Abschlusstabelle

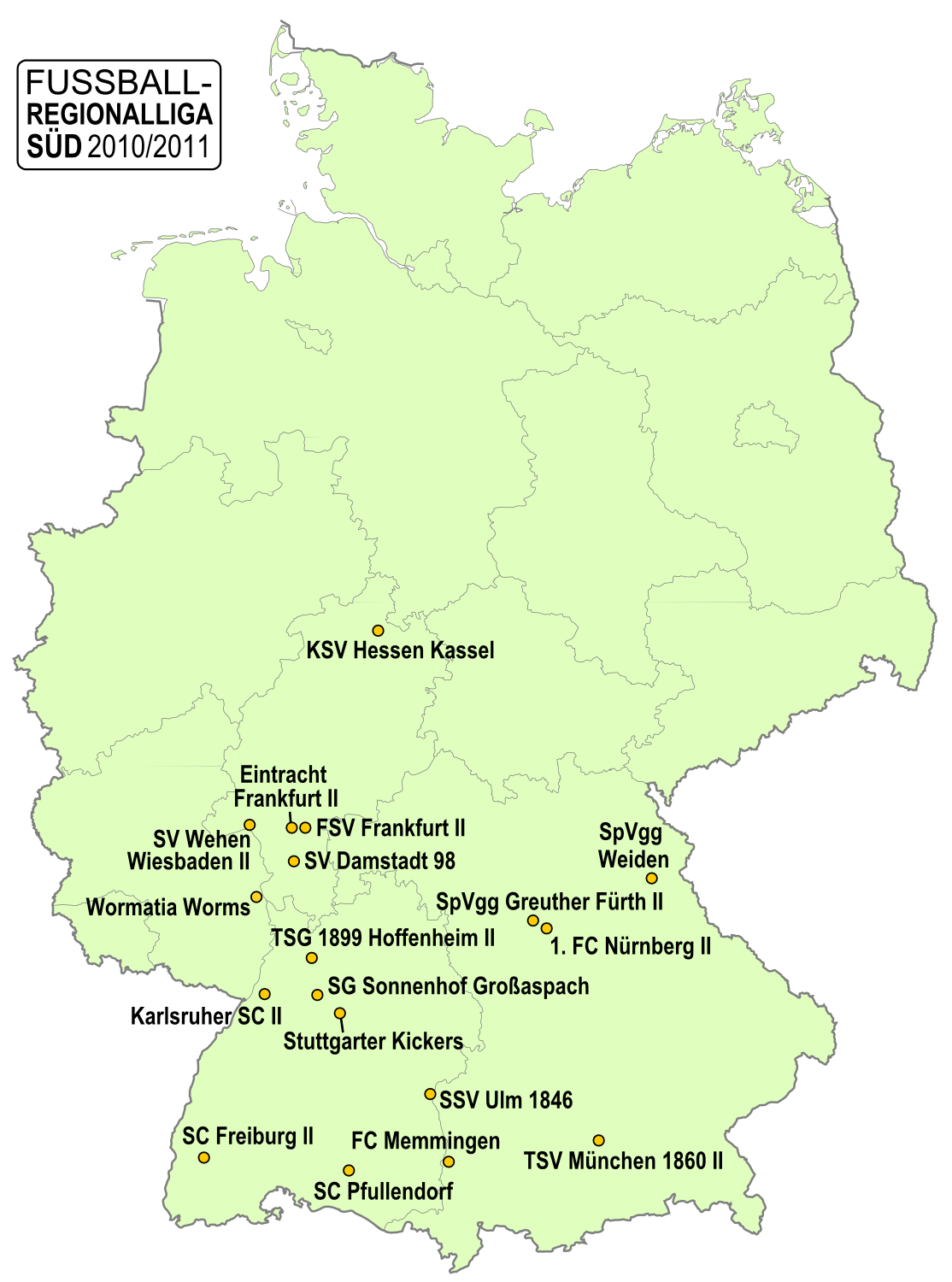
Vereine der Regionalliga Süd, Saison 2010/11 im Überblick

| Rang | Verein                         | Sp. | S  | U | N  | Tore  | Diff. | Punkte |
| ---- | ------------------------------ | --- | -- | - | -- | ----- | ----- | ------ |
| 01.  | SV Darmstadt 98                | 30  | 18 | 8 | 4  | 50:26 | +24   | 62     |
| 02.  | Stuttgarter Kickers            | 30  | 17 | 7 | 6  | 54:28 | +26   | 58     |
| 03.  | KSV Hessen Kassel              | 30  | 16 | 6 | 8  | 59:37 | +22   | 54     |
| 04.  | SpVgg Greuther Fürth II U23    | 30  | 14 | 6 | 10 | 51:42 | +09   | 48     |
| 05.  | TSG 1899 Hoffenheim II U23 (N) | 30  | 13 | 7 | 10 | 60:40 | +20   | 46     |
| 06.  | Eintracht Frankfurt II U23     | 30  | 14 | 4 | 12 | 56:48 | +08   | 46     |
| 07.  | SC Freiburg II U23             | 30  | 12 | 7 | 11 | 65:54 | +11   | 43     |
| 08.  | TSV 1860 München II U23        | 30  | 11 | 8 | 11 | 39:54 | −15   | 41     |
| 09.  | SC Pfullendorf                 | 30  | 12 | 4 | 14 | 40:43 | −03   | 40     |
| 10.  | Karlsruher SC II U23           | 30  | 10 | 9 | 11 | 42:37 | +05   | 39     |
| 11.  | 1. FC Nürnberg II U23          | 30  | 10 | 7 | 13 | 43:46 | −03   | 37     |
| 12.  | Wormatia Worms (U)             | 30  | 10 | 6 | 14 | 40:45 | −05   | 36     |
| 13.  | FC Memmingen (N)               | 30  | 9  | 9 | 12 | 33:50 | −17   | 36     |
| 14.  | SG Sonnenhof Großaspach        | 30  | 8  | 9 | 13 | 29:44 | −15   | 33     |
| 15.  | FSV Frankfurt II U23 (N)       | 30  | 6  | 8 | 16 | 31:52 | −21   | 26     |
| 16.  | SV Wehen Wiesbaden II U23      | 30  | 5  | 5 | 20 | 25:71 | −46   | 20     |
| 17.  | SSV Ulm 1846 1                 | 0   | 0  | 0 | 0  | 0:0   | ±0    | 0      |
| 17.  | SpVgg Weiden 2                 | 0   | 0  | 0 | 0  | 0:0   | ±0    | 0      |

| Legende | Legende                                 |
| ------- | --------------------------------------- |
|         | Aufsteiger in die 3. Liga               |
|         | Absteiger in die Oberligen              |
| (A)     | Absteiger aus der 3. Liga               |
| (N)     | Aufsteiger aus der Oberliga             |
| (U)     | Umgruppierung aus der Regionalliga West |

## Zuschauerzahlen
Folgende Tabelle bietet einen Vergleich der Zuschauerzahlen der Heim- und Auswärtsspiele des SV Darmstadt 98 im Ligabetrieb dieser Saison. Die Vereine sind nach Austragungsreihenfolge der Heimspiele nach Spieltag sortiert.
| Gegner in Heimspielreihenfolge | Heimspiel | Auswärtsspiel | Austragungsort beim Auswärtsspiel                     |
| ------------------------------ | --------- | ------------- | ----------------------------------------------------- |
| 1. SC Pfullendorf              | 02.500    | 00690         | Geberit-Arena, Pfullendorf                            |
| 2. TSG 1899 Hoffenheim II      | 02.000    | 01.500        | Dietmar-Hopp-Stadion, Sinsheim                        |
| 3. SV Wehen Wiesbaden II       | 02.900    | 00600         | Brita-Arena, Wiesbaden                                |
| 4. SC Freiburg II              | 02.000    | 00400         | Möslestadion, Freiburg im Breisgau                    |
| 5. Karlsruher SC II            | 02.200    | 00792         | Wildparkstadion, Karlsruhe                            |
| 6. Stuttgarter Kickers         | 02.100    | 01.670        | Gazi-Stadion auf der Waldau, Stuttgart                |
| 7. Eintracht Frankfurt II      | 03.000    | 01.002        | Volksbank-Stadion, Frankfurt am Main                  |
| 8. Wormatia Worms              | 03.000    | 05.350        | Wormatia-Stadion, Worms                               |
| 9. SG Sonnenhof Großaspach     | 01.800    | 00250         | Frankenstadion, Heilbronn                             |
| 10. 1. FC Nürnberg II          | 02.000    | 00302         | easyCredit-Stadion, Nürnberg                          |
| 11. TSV 1860 München II        | 02.400    | 01.200        | Städtisches Stadion an der Grünwalder Straße, München |
| 12. SSV Ulm 1846               | 01.300    | 01.500        | Donaustadion, Ulm                                     |
| 13. KSV Hessen Kassel          | 08.100    | 09.500        | Auestadion, Kassel                                    |
| 14. SpVgg Weiden               | 00—       | 01.048        | Stadion am Wasserwerk, Weiden in der Oberpfalz        |
| 15. SpVgg Greuther Fürth II    | 06.500    | 00230         | Trolli Arena, Fürth                                   |
| 16. FSV Frankfurt II           | 07.500    | 00814         | Volksbank-Stadion, Frankfurt am Main                  |
| 17. FC Memmingen               | 17.000    | 02.320        | Memminger Arena, Memmingen                            |
| Im Schnitt:                    | 4.143     | 1.715         | Heimspiele: Stadion am Böllenfalltor, Darmstadt       |